# Ibestadtunnel
Der Ibestadtunnel ist ein Verkehrstunnel in Norwegen. Der einröhrige Straßentunnel verbindet die Inseln Andørja und Rolla in der Kommune Ibestad in der Provinz Troms. Der Unterwassertunnel im Verlauf des Fylkesvei 848 ist 3396 m lang. Der tiefste Punkt befindet sich ca. 114 m unter der Meeresoberfläche.
Der Tunnel beginnt bei Hamnvik auf Rolla und endet bei Sørvika an der Südwestspitze von Andørja. Von der östlichen Spitze Andørjas führt die 1994 eröffnete, 840 m lange Mjøsundbrua (Mjøsundbrücke) über den Mjøsund auf das Festland. Somit sind seit der im Dezember 2000 erfolgten Freigabe des Tunnels beide Inseln, die gemeinsam die Kommune Ibestad bilden, direkt an das Straßennetz Norwegens angebunden.